# Laide di Hykkara
Laide di Hykkara (in greco antico: Λαίς?, Láis; Hykkara, 420 a.C. circa – Tessaglia, 340 a.C. circa) è stata un'etera dell'antica Grecia.

## Biografia
Era nata ad Hykkara, un'antica città della Sicilia corrispondente probabilmente all'odierna Carini. Sua madre Timandra era stata l'amante dello statista ateniese Alcibiade. All'età di 7 anni Laide fu rapita dagli Ateniesi di Nicia, nel corso della loro spedizione in Sicilia, e venduta come schiava a Corinto, città nella quale esisteva la pratica della prostituzione sacra nel tempio di Afrodite posto sull'Acropoli.
La sua fama come prostituta si confonde con quella della sua omonima di Corinto, di poco precedente. In età matura, innamorata del giovane Ippoloco o Ippostrato, Laide si sarebbe recata con lui in Tessaglia, dove sarebbe stata lapidata dalle donne del luogo, gelose di lei, e seppellita sulle rive del fiume Peneo.